# Chervona Ukraina
El Chervona Ukraina (en ucraniano: Червона Україна, lit. 'Ucrania Roja') fue un crucero ligero soviético de la Clase Almirante Najímov que formó parte de la Flota del Mar Negro durante la Segunda Guerra Mundial. Su construcción se prolongó durante casi una década debido a la Revolución bolchevique y la posterior Guerra civil rusa. Hundido durante el sitio de Sebastopol, en noviembre de 1941, es el navío soviético más grande hundido por la Luftwaffe durante la guerra en el frente oriental.

## Historial

### Construcción y entrada en servicio
La puesta en grada del navío comenzó el 3 de octubre de 1913 bajo el nombre de Almirante Nakhimov y fue botado el 6 de noviembre de 1915. La construcción quedó abandonada en 1917 tras el comienzo de la Revolución de Octubre, cuando el buque había sido completado en un 80%.
Al comienzo de la Guerra civil rusa, el buque fue encallado por los trabajadores en el dique de construcción de los astilleros de Nikolayev para impedir la evacuación por mar de los "Blancos" en 1919. Los soviéticos recuperaron el buque en 1920 y este quedó a la espera de una decisión acerca de qué hacer con él. El 7 de diciembre de 1922 fue renombrado Chervona Ukraina y al año siguiente se tomó la decisión de finalizar su construcción, siendo completado en 1927 con algunas variaciones respecto al diseño original. Fue modificado para acoger una catapulta con hidroaviones, siendo equipado con cabestrantes en ambos lados de la parte central del navío. Además fue equipado con cuatro montajes triples de tubos lanzatorpedos de 457 mm, que fueron instalados en la parte trasera de la popa.
El Chervona Ukraina hizo un gran número de visitas oficiales a puertos de Turquía, Grecia e Italia en los años que precedieron a la Segunda Guerra Mundial. El equipamiento del buque fue exhaustivamente revisado entre el 26 de agosto de 1939 y el 1 de mayo de 1941, siendo eliminado todo el equipamiento aéreo y sustituido por nuevos equipos de control de tiro. También fue equipado con un importante número de piezas de artillería antiaérea.

### Segunda Guerra Mundial
El 22 de junio de 1941 el Chervona Ukraina, en compañía de los cruceros Krasny Kavkaz, Komintern y una flotilla de destructores, estableció una barrera de minas defensiva para proteger a la Flota del Mar Negro desplegada en Sebastopol. Unas semanas más tarde, proporcionó apoyo artillero a las fuerzas soviéticas durante el cerco de Odesa y durante el mes de septiembre escoltó a los convoyes que transportaban a la 157.ª División de fusileros como refuerzo para los defensores de la ciudad. Un mes después, cuando se ordenó la evacuación de Odesa, también escoltó los convoyes que evacuaron a la guarnición de Odesa hacia Sebastopol.

### Hundimiento
El asedio de la importante base naval soviética de Sebastopol empezó el 30 de octubre de 1941, siendo el objetivo principal neutralizar la amenaza que significaba la Flota del Mar Negro para el avance del ejército alemán en la península de Crimea. Los primeros ataques de la aviación alemana empezaron durante la segunda semana de noviembre de 1941, siendo el crucero ligero Chervona Ukraina uno de los objetivos más buscados por los aviones alemanes.
El 12 de noviembre de 1941, el Chervona Ukraina atacó a un grupo de tropas alemanas en tierra, pero pronto la atención de la tripulación del barco se puso en los bombarderos alemanes que intentaban atacar el navío. Los aviones atacantes (entre los que se encontraban bombarderos He-111 y los conocidos Junkers Ju 87 "Stuka") castigaron al navío -privado de apoyo aéreo-, que finalmente se hundió en la madrugada del 13 de noviembre, con la pérdida de 21 tripulantes. Buena parte de su armamento y de su tripulación fueron recuperados e incorporados a las defensas del puerto, aunque dos torretas dobles antiaéreas de 100 mm fueron añadidas al Krasnyi Kavkaz.

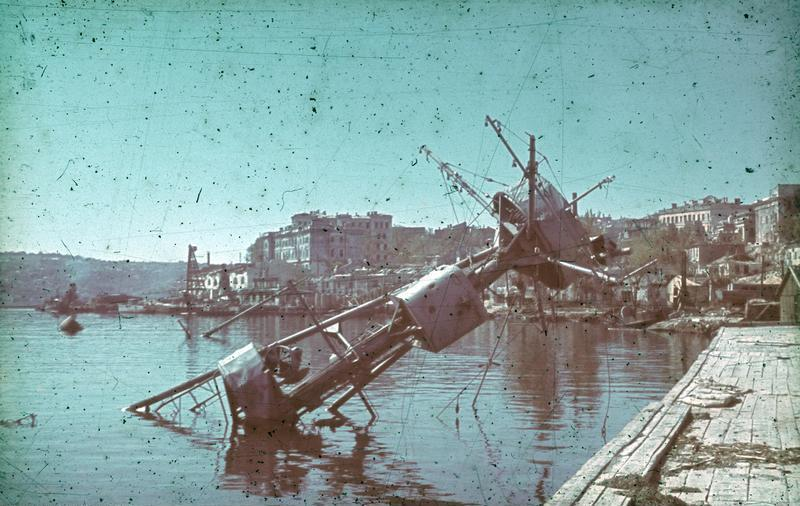
El Chervona Ukraina hundido en el puerto de Sebastopol, en julio de 1942.

Reflotado en 1947, el Chervona Ukraina fue reparado y utilizado como buque escuela. En 1950 se le asignó el rol de barco objetivo, y en 1952 se hundió parcialmente, siendo utilizado como objetivo fijo; a partir de 1958, el barco fue usado para pruebas con misiles antibuque hasta 1981, cuando se hundió por completo